# 国民スポーツ大会

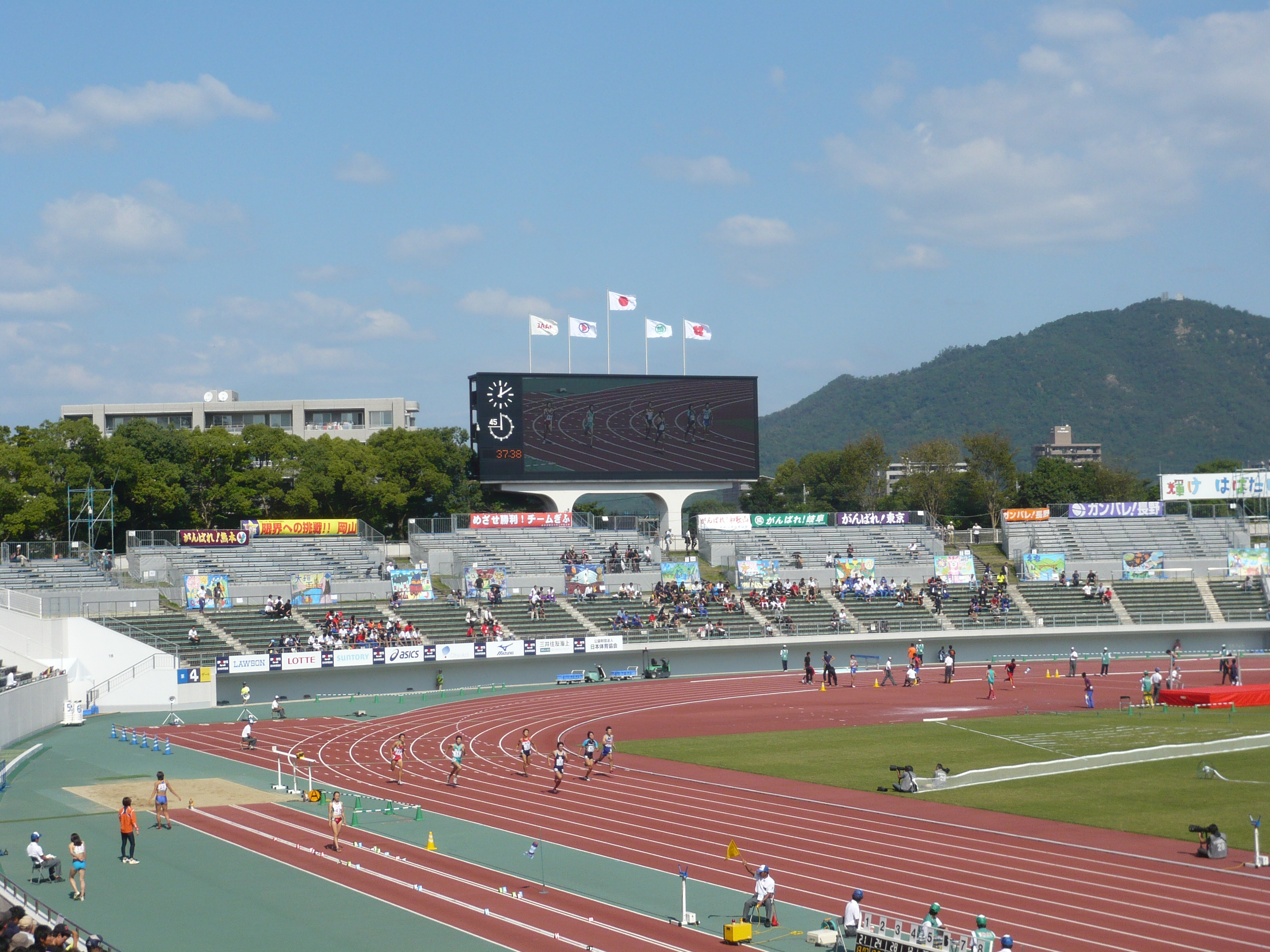
陸上競技会（第67回大会、岐阜県）

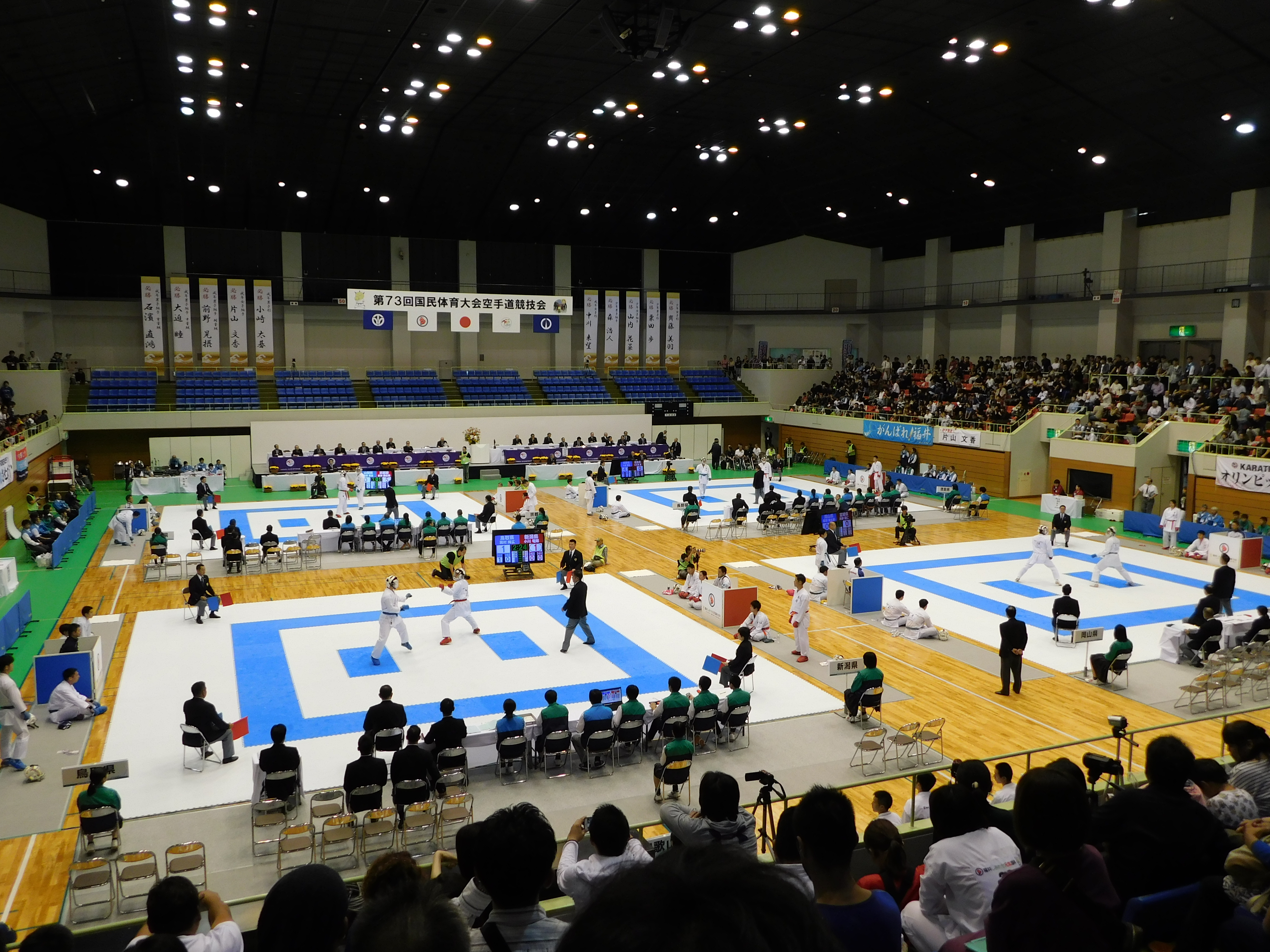
空手道競技会（第73回大会、福井県）

国民スポーツ大会（こくみんスポーツたいかい、略称：国スポ（こくスポ）、英称：JAPAN GAMES）は、日本で毎年開催されるスポーツの祭典である。実施競技によって1-2月の冬季大会と9 - 10月の本大会とがあり、各都道府県が持ち回る方式で開催されている。スポーツ庁によると「広く国民の間にスポーツを普及し国民の体力向上を図るとともに，地方スポーツの振興と地方文化の発展に寄与することを目的として」いる。大会のあり方はスポーツ基本法で位置付けられており、日本スポーツ協会・文部科学省・開催地都道府県の三者共催で行われる。
2023年の鹿児島県での大会までは「国民体育大会」（略称「国体」）という名称だったが、2024年の佐賀県での大会から国民スポーツ大会に改められた。
大会は正式種目の順位を得点に置き換えて都道府県対抗で争われ、冬季大会と本大会の通算で男女総合成績第1位の都道府県に天皇杯が、女子総合成績第1位の都道府県に皇后杯が授与される。

## 概説
1946年に第1回大会が近畿で開かれた。第3回福岡県大会から都道府県対抗方式が確立し、天皇杯と皇后杯が創設された。また、1988年の第43回京都府大会から本大会（夏季・秋季大会）の開催は二巡目に入り、全国を東・中・西地区に分けて順番に開催されている。水泳競技を中心とした夏季大会と陸上競技を中心とした秋季大会が存在したが、第61回（2006年）から夏季と秋季の大会を一体化して3大会制に変更された。第63回大会（2008年）以降は水泳などの一部競技が競技特性を考えた措置として「会期前競技」という形で先行開催され、実質的には再び4大会に戻されている。本大会（秋季大会）終了後には全国障害者スポーツ大会も行われる。
スケート・アイスホッケー競技会ではフィギュアスケート、スピードスケート、ショートトラックスピードスケート、アイスホッケーが開催される。
スキー競技会は大回転競技とジャンプ競技、ノルディック複合競技、クロスカントリー競技、モーグル競技が行われる。
本大会は競泳、水球、ボウリング、サッカー、陸上競技、柔道、剣道、フェンシング、レスリング、山岳、ソフトテニス、テニス、バレーボール、バスケットボール、軟式野球（成年のみ正式種目）、高校野球（硬式、軟式。何れも公開種目）、相撲等が開催される。以前夏季と秋季に分かれていた頃は競泳、水球、ボウリング、サッカーなどは夏季に開催された。
このほか、第43回（1988年）からデモンストレーションスポーツが実施されている。体力づくりを目的に実施されるコミュニティースポーツを開催都道府県に在住・若しくは在勤・在学している人を対象に競技が行われる。
総合開会式・閉会式が行われる「主会場」については、日本体育協会が「3万人が収容できる施設」との施設基準を設けているほか、陸上競技会場については「日本陸上競技連盟公認第一種陸上競技場」であることが求められている。このため、国体に併せて「3万人収容可能な陸上競技場」の整備が求められることが多く、2015年に国体（紀の国わかやま国体）を開催した和歌山県では、全国障害者スポーツ大会と併せて県全体で641億円の経済波及効果と4,450人の雇用誘発効果をもたらしたとの調査結果もある。また、滋賀県（2024年の第79回大会）のように主会場の誘致合戦が生じることもある。

### 大会シンボルマーク

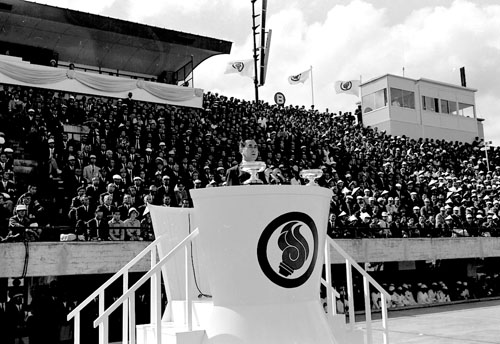
第23回大会の開会式の様子（福井市）。中央下に大会シンボルのロゴ。

第2回（1947年）に制定した。マークは、30度右傾斜した赤色の松明を青色の円帯（幅はマーク全体の直径の1/10）で囲んだもの。

### 開会式
第2回（1947年）秋季大会から大会歌として作詞・佐伯孝夫、作曲・高田信一の『若い力』が開・閉会式で歌われ、併せてマスゲームが行われることもある。なお、開会式には天皇・皇后が臨御・臨席する。秋季大会には炬火（きょか）リレーが行われ、開会式で炬火台に点火され総合閉会式で納火する。以前は冬季大会でも開会式が行われたが、国体改革により2010年から開始式に変更され、式典も簡素化される。
オリンピックの聖火にあたる炬火が初めて点火されたのは第5回（1950年）、炬火リレーは第12回（1957年）から始められた。リレー自体は大会旗リレーとして第3回（1948年）から前年国体開催地から大会旗をリレーする形で行われていて、第28回（1973年）から炬火リレーと大会旗リレーが統合され開催地のみでのリレー形式となった。

## 大会の歴史

### 前史
戦前、明治神宮競技大会が1924年 - 1943年に行われた。冬季大会を除き、原則として明治神宮外苑（現在の東京都新宿区・渋谷区に相当する箇所）を初めとする関東各地にて行われた。（詳述当該項参照）

### 創始
1945年12月26日、岸記念体育館にて平沼亮三（大日本体育協会理事）、末弘厳太郎（大日本水上競技連盟会長）、清瀬三郎、久富達夫、石田啓次郎ら戦前から競技団体の要職にあった人物らが会合し戦後のスポーツのあり方と競技団体の組織と事業について話し合うなかで全国体育大会の開催が提案された。
1946年、戦後の混乱期の中で国民に希望と勇気を与えるため、平沼、清瀬らは春日弘（関西スポーツ連合会長）と懇談し理事会を結成。実施要綱が検討されGHQの全国的な承認、政府から40万円の補助金を得て第1回国民体育大会がスタートした。

### 名称の変更、「国民スポーツ大会」へ
2017年6月23日に日本体育協会は2018年4月1日付で「日本スポーツ協会」に名称を変更、国民体育大会についても、「国民スポーツ大会」への改称を提案することを可決した。ただし、「国民体育大会」の呼称はスポーツ基本法第26条でも規定されているため、正式な改称には同法を改正する必要があり、このため、2018年1月に召集された第196回国会にてスポーツ基本法改正案が審議され、同年6月13日に参議院本会議に於いて与党などの賛成多数で可決され成立した。これを受けて日本スポーツ協会が同日、『第78回大会（2023年）から「国民スポーツ大会」へと名称を変更する』ことを発表、翌日に開かれた国体委員会で略称を「国スポ」に、英称を「JAPAN GAMES」に変更することを決めた。
後述の国体中止の影響により、2023年（第78回佐賀県大会）からとされていた名称の変更は、2024年同佐賀県大会から実施されることとなった。大会回数が変わらないのは、中止となった鹿児島大会が回数を付さない特別大会（2023年実施）となったためである。

### 感染症流行による中止
2020年に鹿児島県での実施が予定されていた第75回大会、2021年の三重県での第76回大会は、いずれも新型コロナウイルス感染症（COVID-19）の流行を受けて中止された。
なお、何らかの形で国体の開催が不可能となった場合の延期開催となる場合は、すでに5年後までは大会の開催地が内定、3年前に正式決定している（ただし、実際には開催予定年度の10年前ぐらいから事実上開催地が内定している）状態であるため、最短で当初開催予定年度から見て6年後以後に立候補することになるが、鹿児島国体は、本来2023年の国スポとして開催する予定だった佐賀県が特例として1年順延の2024年開催を受け入れ、2023年に回数を付せずに「特別大会」として実施されることになり、第75回は欠番となった。2年連続での九州地方での国体・国スポの開催以後の大会は1年ずつ順延して行われることになった。
しかし三重国体の扱いについては、2027年度以後の延期開催を申請せず、開催自体の返上に踏み切った。秋季大会が中止されるのは国体史上、鹿児島国体が初めてで、三重国体で2年連続、かつ6年後以後の延期をも行わない完全欠番大会（幻の国体）となった。なお、三重県で改めて国スポの開催に立候補出来るのは、最短で2035年度に行われる第89回大会以降となる。

## 開催地

### 冬季大会

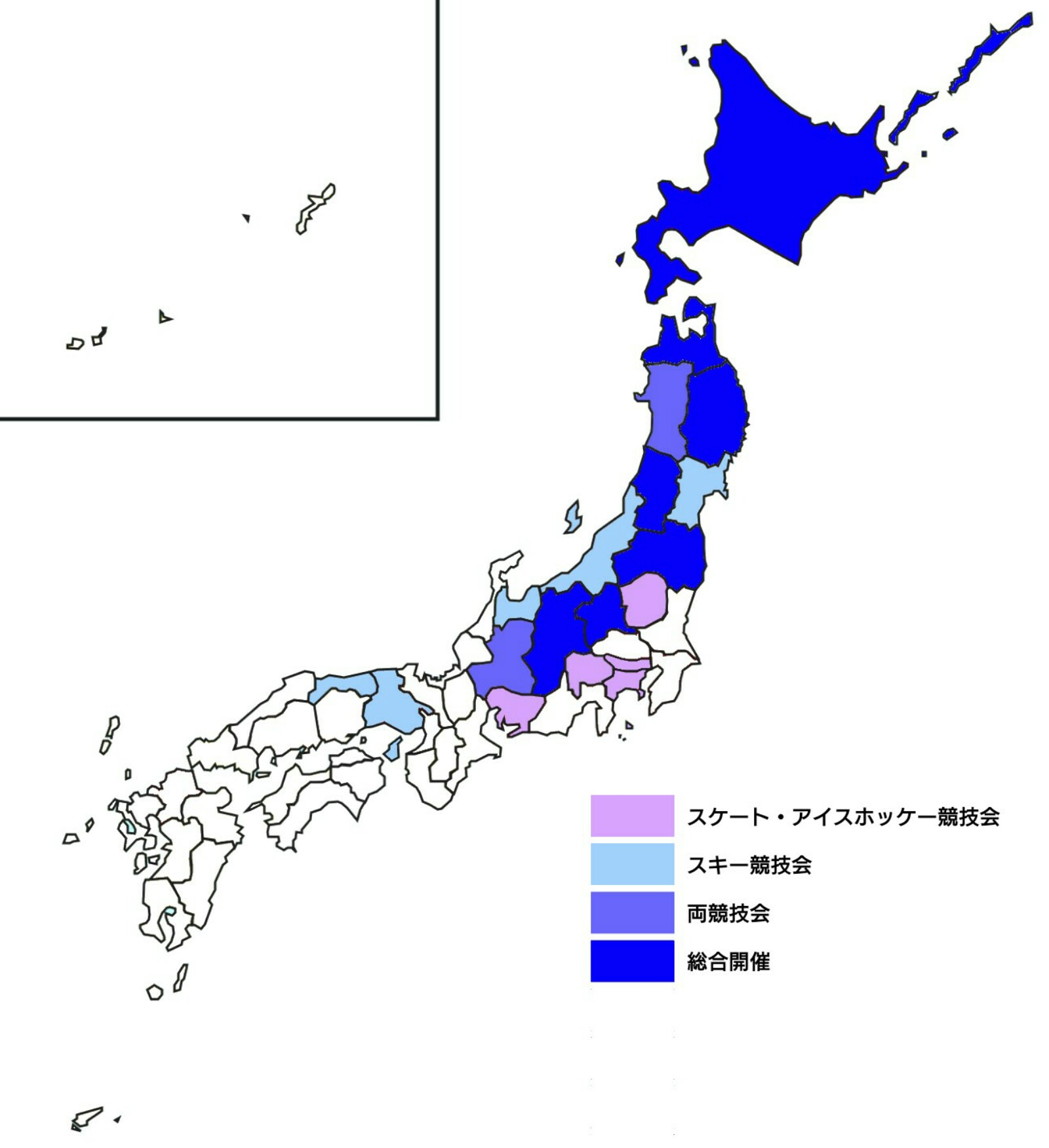
冬季大会開催地の分布
同一大会で氷雪両競技会とも開催するのが「総合開催」

開催地都道府県（以下、開催地という）において十分な施設や設備などの確保が困難な場合には開催地外の施設で競技を実施することができるが、冬季大会の開催は本大会の開催地外実施とは異なるもので、本大会の開催地が冬季大会を共催するわけではない。
冬季競技の特性上、開催地となりうる都道府県は限られ、第1回大会から2020年の第75回大会までに開催地となったのは19都道県である。かつてはスケート・アイスホッケー競技会（第35回大会まではスケート競技会）とスキー競技会とを別の都道府県で開催する「分離開催」が多かったが、開催地選定が難航しスケート・アイスホッケー競技会をさらに分離する「競技別開催」となった2005年以降、開催形態は多様化している。

### 本大会（夏季大会・秋季大会）
当初、夏季大会と秋季大会は恒久的に関西地区で開催される予定であったが第1回終了後、石川県が第2回（1947年）秋季大会の開催地として立候補した事が契機となり各県持ち回りとなった。（過去の）夏季・秋季大会は基本的に同一都道府県での開催。
また、開催地の決め方は全国を東、中、西の3地域に区分。さらに地域内を3ブロック（東地域：北海道・東北・関東、中地域：北信越・東海・近畿、西地域：中国・四国・九州）に分け、ブロックや地域で調整、5年先まで決める。共同開催としては現時点で最後の東四国国体（1993年）は、四国の4県がともに誘致を要望し、ブロック内での調整が難航。投票案まで出たが、過去に陸上競技の会場となった愛媛が外れ、高知も次に四国の番となる2002年にメイン開催地となる条件で降りたため、徳島・香川の2県開催に落ち着いた。
冬季2大会・（夏）・秋の全3（4）大会を全て同一都道府県で開催すると「完全国体」となる（特に北海道、東北地方、甲信越地方、北陸地方といった寒冷地で秋季の大会が行われる時に冬季2大会も同時に開催するケースが多い）。また第56回（2001年）から本大会（秋季大会）終了後には「全国障害者スポーツ大会」も行われる。
下表で大会名の前にある☆マークは、完全国体。なお開催都道府県が冬季大会と異なる場合には、それぞれ別の名称が与えられている。
第75回（2020年、鹿児島県）、第76回（2021年、三重県）は、新型コロナウイルス感染症（COVID-19）流行のために中止された（前者は2023年に特別大会として開催されたが、後者は開催自体が返上され、2035年に改めて開催される予定である）。
| 回数 | 年     | 名称                     | 開催地                      | スローガン                                        | 天皇杯       | 皇后杯       |
| ---- | ------ | ------------------------ | --------------------------- | ------------------------------------------------- | ------------ | ------------ |
| 1    | 1946年 | 近畿国体                 | 京阪神地域                  | なし                                              | なし         | なし         |
| 2    | 1947年 | 石川国体                 | 石川県                      | なし                                              | なし         | なし         |
| 3    | 1948年 | 福岡国体                 | 福岡県                      | なし                                              | 東京         | 京都         |
| 4    | 1949年 | 東京国体                 | 東京都                      | なし                                              | 東京         | 東京         |
| 5    | 1950年 | 愛知国体                 | 愛知県                      | なし                                              | 東京         | 東京         |
| 6    | 1951年 | 広島国体                 | 広島県                      | なし                                              | 北海道（冬） | 北海道（冬） |
| 6    | 1951年 | 広島国体                 | 広島県                      | なし                                              | 東京（夏秋） | 東京（夏秋） |
| 7    | 1952年 | 東北3県国体              | 福島県 宮城県 山形県        | なし                                              | 北海道（冬） | 北海道（冬） |
| 7    | 1952年 | 東北3県国体              | 福島県 宮城県 山形県        | なし                                              | 東京（夏秋） | 東京（夏秋） |
| 8    | 1953年 | 四国国体                 | 愛媛県 香川県 徳島県 高知県 | なし                                              | 北海道（冬） | 北海道（冬） |
| 8    | 1953年 | 四国国体                 | 愛媛県 香川県 徳島県 高知県 | なし                                              | 東京（夏秋） | 東京（夏秋） |
| 9    | 1954年 | 北海道国体               | 北海道                      | なし                                              | 北海道（冬） | 北海道（冬） |
| 9    | 1954年 | 北海道国体               | 北海道                      | なし                                              | 奈良（水泳） | 奈良（水泳） |
| 9    | 1954年 | 北海道国体               | 北海道                      | なし                                              | 東京（夏秋） | 東京（夏秋） |
| 10   | 1955年 | 神奈川国体               | 神奈川県                    | なし                                              | 東京         | 東京         |
| 11   | 1956年 | 兵庫国体                 | 兵庫県                      | なし                                              | 東京         | 東京         |
| 12   | 1957年 | 静岡国体                 | 静岡県                      | なし                                              | 静岡         | 東京         |
| 13   | 1958年 | 富山国体                 | 富山県                      | なし                                              | 東京         | 東京         |
| 14   | 1959年 | 東京国体                 | 東京都                      | なし                                              | 東京         | 東京         |
| 15   | 1960年 | 熊本国体                 | 熊本県                      | なし                                              | 東京         | 東京         |
| 16   | 1961年 | 秋田国体                 | 秋田県                      | 明るい国体                                        | 東京         | 東京         |
| 17   | 1962年 | 岡山国体                 | 岡山県                      | 歴史をつくる岡山国体                              | 東京         | 東京         |
| 18   | 1963年 | 山口国体                 | 山口県                      | 友愛・奉仕・躍進                                  | 東京         | 東京         |
| 19   | 1964年 | 新潟国体                 | 新潟県                      | 国体へ県民一致の力こぶ                            | 新潟         | 新潟         |
| 20   | 1965年 | 岐阜国体                 | 岐阜県                      | 明るく つよく 美しく                              | 岐阜         | 岐阜         |
| 21   | 1966年 | 剛健国体                 | 大分県                      | 剛健・友愛・信義                                  | 大分         | 東京         |
| 22   | 1967年 | 清新国体                 | 埼玉県                      | 成功させよう埼玉国体・ まごころで迎えよう埼玉国体 | 埼玉         | 埼玉         |
| 23   | 1968年 | 親切国体                 | 福井県                      | 明るくきよくたくましく                            | 福井         | 東京         |
| 24   | 1969年 | 創造国体                 | 長崎県                      | あすをひらく創造国体                              | 長崎         | 長崎         |
| 25   | 1970年 | みちのく国体             | 岩手県                      | 誠実 明朗 躍進                                    | 岩手         | 大阪         |
| 26   | 1971年 | 黒潮国体                 | 和歌山県                    | 明るく・豊かに・たくましく                        | 和歌山       | 大阪         |
| 27   | 1972年 | 太陽国体                 | 鹿児島県                    | 明るく たくましく うるわしく                      | 鹿児島       | 鹿児島       |
| 特   | 1973年 | 若夏国体                 | 沖縄県                      | 強く、明るく、新しく                              | なし         | なし         |
| 28   | 1973年 | 若潮国体                 | 千葉県                      | 輝く心 輝く力 輝く太陽                            | 千葉         | 東京         |
| 29   | 1974年 | 水と緑のまごころ国体     | 茨城県                      | なし                                              | 茨城         | 茨城         |
| 30   | 1975年 | 三重国体                 | 三重県                      | なし                                              | 三重         | 三重         |
| 31   | 1976年 | 若楠国体                 | 佐賀県                      | さわやかに すこやかに おおらかに                  | 佐賀         | 東京         |
| 32   | 1977年 | ☆あすなろ国体            | 青森県                      | 心ゆたかに力たくましく                            | 青森         | 東京         |
| 33   | 1978年 | ☆やまびこ国体            | 長野県                      | 日本の屋根に手をつなぐ                            | 長野         | 長野         |
| 34   | 1979年 | 日本のふるさと宮崎国体   | 宮崎県                      | 伸びる心、伸びる力、伸びる郷土                    | 宮崎         | 宮崎         |
| 35   | 1980年 | 栃の葉国体               | 栃木県                      | のびる力 むすぶ心 ひらくあした                    | 栃木         | 栃木         |
| 36   | 1981年 | びわこ国体               | 滋賀県                      | 水と緑にあふれる若さ                              | 滋賀         | 滋賀         |
| 37   | 1982年 | くにびき国体             | 島根県                      | このふれあいが未来をひらく                        | 島根         | 島根         |
| 38   | 1983年 | ☆あかぎ国体              | 群馬県                      | 風に向かって走ろう                                | 群馬         | 群馬         |
| 39   | 1984年 | わかくさ国体             | 奈良県                      | 駆けよ大和路 はばたけ未来                         | 奈良         | 奈良         |
| 40   | 1985年 | わかとり国体             | 鳥取県                      | 明日へ向かって はばたこう                         | 鳥取         | 鳥取         |
| 41   | 1986年 | かいじ国体               | 山梨県                      | ふれあいの場をひろげよう                          | 山梨         | 山梨         |
| 42   | 1987年 | 海邦国体                 | 沖縄県                      | きらめく太陽、ひろがる友情                        | 沖縄         | 沖縄         |
| 43   | 1988年 | 京都国体                 | 京都府                      | 新しい歴史に向かって走ろう                        | 京都         | 京都         |
| 44   | 1989年 | ☆はまなす国体            | 北海道                      | 君よ今、北の大地の風となれ                        | 北海道       | 北海道       |
| 45   | 1990年 | とびうめ国体             | 福岡県                      | ときめき 出会い みなぎる力                        | 福岡         | 福岡         |
| 46   | 1991年 | 石川国体                 | 石川県                      | すばらしき 君の記録に わが拍手                    | 石川         | 石川         |
| 47   | 1992年 | ☆べにばな国体            | 山形県                      | 思いっきり躍動 21世紀の主役たち                   | 山形         | 山形         |
| 48   | 1993年 | 東四国国体               | 香川県 徳島県               | 出会い 競い そして未来へ                          | 香川         | 香川         |
| 49   | 1994年 | わかしゃち国体           | 愛知県                      | いい汗キャッチ!生き生き愛知                       | 愛知         | 愛知         |
| 50   | 1995年 | ☆ふくしま国体            | 福島県                      | 友よほんとうの空にとべ!                           | 福島         | 福島         |
| 51   | 1996年 | ひろしま国体             | 広島県                      | いのちいっぱい、咲きんさい!                       | 広島         | 広島         |
| 52   | 1997年 | なみはや国体             | 大阪府                      | おおさか ふれ愛 夢づくり                          | 大阪         | 大阪         |
| 53   | 1998年 | かながわ・ゆめ国体       | 神奈川県                    | おお汗 こ汗                                       | 神奈川       | 神奈川       |
| 54   | 1999年 | くまもと未来国体         | 熊本県                      | 人、光る。                                        | 熊本         | 熊本         |
| 55   | 2000年 | 2000年とやま国体         | 富山県                      | あいの風 夢のせて                                 | 富山         | 富山         |
| 56   | 2001年 | 新世紀・みやぎ国体       | 宮城県                      | いいね!その汗、その笑顔                           | 宮城         | 宮城         |
| 57   | 2002年 | よさこい高知国体         | 高知県                      | いしん前進                                        | 東京         | 東京         |
| 58   | 2003年 | NEW!!わかふじ国体        | 静岡県                      | “がんばる”が好き                                  | 静岡         | 静岡         |
| 59   | 2004年 | 彩の国まごころ国体       | 埼玉県                      | とどけ この夢 この歓声                            | 埼玉         | 埼玉         |
| 60   | 2005年 | 晴れの国おかやま国体     | 岡山県                      | あなたがキラリ☆                                   | 岡山         | 岡山         |
| 61   | 2006年 | のじぎく兵庫国体         | 兵庫県                      | “ありがとう”心から・ひょうごから                  | 兵庫         | 兵庫         |
| 62   | 2007年 | 秋田わか杉国体           | 秋田県                      | 君のハートよ位置につけ                            | 秋田         | 秋田         |
| 63   | 2008年 | チャレンジ!おおいた国体  | 大分県                      | ここから未来へ 新たな一歩                         | 大分         | 大分         |
| 64   | 2009年 | トキめき新潟国体         | 新潟県                      | トキはなて 君の力を 大空へ                        | 新潟         | 新潟         |
| 65   | 2010年 | ゆめ半島千葉国体         | 千葉県                      | 今 房総の風となり この一瞬に輝きを                | 千葉         | 千葉         |
| 66   | 2011年 | おいでませ!山口国体      | 山口県                      | 君の一生けんめいに会いたい                        | 山口         | 山口         |
| 67   | 2012年 | ぎふ清流国体             | 岐阜県                      | 輝け はばたけ だれもが主役                        | 岐阜         | 岐阜         |
| 68   | 2013年 | スポーツ祭東京2013       | 東京都                      | 東京に 多摩に 島々に 羽ばたけアスリート           | 東京         | 東京         |
| 69   | 2014年 | 長崎がんばらんば国体     | 長崎県                      | 君の夢 はばたけ今 ながさきから                    | 長崎         | 東京         |
| 70   | 2015年 | 紀の国わかやま国体       | 和歌山県                    | 躍動と歓喜、そして絆                              | 和歌山       | 東京         |
| 71   | 2016年 | ☆希望郷いわて国体        | 岩手県                      | 広げよう 感動。伝えよう 感謝                      | 東京         | 東京         |
| 72   | 2017年 | 愛顔つなぐえひめ国体     | 愛媛県                      | 君は風 いしづちを駆け 瀬戸に舞え                  | 東京         | 東京         |
| 73   | 2018年 | 福井しあわせ元気国体     | 福井県                      | 織りなそう 力と技と美しさ                         | 福井         | 福井         |
| 74   | 2019年 | いきいき茨城ゆめ国体     | 茨城県                      | 翔べ 羽ばたけ そして未来へ                        | 茨城         | 茨城         |
| 75×  | 2020年 | 燃ゆる感動かごしま国体   | 鹿児島県                    | 熱い鼓動 風は南から                               | （中止）     | （中止）     |
| 76×  | 2021年 | 三重とこわか国体         | 三重県                      | ときめいて人 輝いて未来                           | （中止）     | （中止）     |
| 77   | 2022年 | いちご一会とちぎ国体     | 栃木県                      | 夢を感動へ 感動を未来へ                           | 東京         | 東京         |
| 特   | 2023年 | 燃ゆる感動かごしま国体   | 鹿児島県                    | 熱い鼓動 風は南から                               | 東京         | 東京         |
| 78   | 2024年 | SAGA2024国スポ           | 佐賀県                      | 新しい大会へ。すべての人に、スポーツのチカラを。  | 東京         | 東京         |
| 79   | 2025年 | わたSHIGA輝く国スポ      | 滋賀県                      | 湖国の感動 未来へつなぐ                           | 未施行       | 未施行       |
| 80   | 2026年 | 青の煌めきあおもり国スポ | 青森県                      | 翔けろ未来へ 縄文の風に乗って                     | 未施行       | 未施行       |
| 81   | 2027年 | 日本のひなた宮崎国スポ   | 宮崎県                      | 紡ぐ感動 神話となれ                               | 未施行       | 未施行       |
| 82   | 2028年 | 信州やまなみ国スポ       | 長野県                      | 行こう。それぞれの頂へ。                          | 未施行       | 未施行       |
| 83   | 2029年 | 湯けむり国スポぐんま     | 群馬県                      | 未定                                              | 未施行       | 未施行       |
| 84   | 2030年 | 島根かみあり国スポ       | 島根県                      | 自分を超えろ、神話をつくれ                        | 未施行       | 未施行       |
| 85   | 2031年 | 未定                     | 奈良県                      | 未定                                              | 未施行       | 未施行       |
| 86   | 2032年 | 未定                     | 山梨県                      | 未定                                              | 未施行       | 未施行       |
| 87   | 2033年 | 未定                     | 鳥取県                      | 未定                                              | 未施行       | 未施行       |
| 88   | 2034年 | 未定                     | 沖縄県                      | 未定                                              | 未施行       | 未施行       |
| 89   | 2035年 | 未定                     | 三重県                      | 未定                                              | 未施行       | 未施行       |

1. ↑  2013年の第68回大会は秋季の本大会の開催地は東京都で、冬季大会スケート競技会の開催地も東京都であるが、冬季大会スキー競技会の主催は東京都ではなく会場も秋田県鹿角市である。逆に、スケート競技会スピード種目は会場は福島県郡山市であるが、開催地（主催）は東京都である[18]。
2. 1 2  第1回は会計年度に準じた大会日程を組んだため秋季競技会の終了後に冬季大会を行う日程を組んだ（よってこの大会は夏→秋→冬・スケート→冬・スキーの順番だった。しかし選手団輸送の問題でこの第1回冬季スキー大会は実施されなかった）。これは戦前の神宮競技大会（国民練成大会）も同様の日程で行われた名残でもあった。そのため暦年制となった第2回では冬季大会が行われず、第3回から現在の方式（冬・スケート→冬・スキー→（夏）→秋。冬季スキー大会は第3回が実質初回となる）という形が定着する。
3. ↑  愛知・三重・岐阜県は伊勢湾台風の影響により参加せず。
4. ↑  東京オリンピックの開催の都合もあるため、秋季大会を春季（6月）に繰り上げて開催。また夏季大会はその直後に発生した新潟地震の影響で取りやめとなった。
5. ↑  国体と明治維新は無関係であるものの、「明治100年記念」の冠称がつけられた。
6. ↑  本土復帰記念の特別国体。
7. ↑  「明治150年記念」の冠称がつけられた。
8. ↑  COVID-19流行によって中止され、2023年に鹿児島県で実施されることになった。
9. ↑  COVID-19流行によって中止され、2027年の延期開催も断念することとなった。開催の完全返上に追い込まれたのは三重県が初めてである。
10. ↑  2020年に実施予定であった第75回鹿児島大会が中止されたため、2023年に鹿児島県で「特別大会」として開催し、大会回数は数えないことが、日本スポーツ協会の理事会で決定。
11. ↑  奄美群島での開催に限り、「奄美群島日本復帰70周年記念」の冠称が付いた。
12. ↑  この大会から「国民スポーツ大会」の名称となる。
13. ↑  この大会では、スローガンではなくメインメッセージを制定。

## 参加資格・年齢区分
参加資格は競技によって異なるが、原則として当該開催年度において中学3年生以上であることが条件となっている。中学3年生の参加は第43回（1988年）より可能になった。
年齢区分も競技により異なるが、陸上競技と競泳の一般的な例を示す。他の競技もおおむね、これに準じたものとなっている。
- 少年B：当該開催年の16年前の4月2日 - 当該開催年の14年前の4月1日の期間に生まれた者（高1・中3）
- 少年A：当該開催年の18年前の4月2日 - 当該開催年の16年前の4月1日の期間に生まれた者（高3・高2）
- 成年：当該開催年の18年前の4月1日以前に生まれた者

### 教員の部
かつては一部の競技で成年の部が「一般」と「教員」のカテゴリに分かれていた。1979年の宮崎国体をもって廃止。最後まで行われていたのは陸上競技、サッカー、スキー・大回転、スキー・ジャンプ、スキー・ノルディック複合、スキー・クロスカントリー、バスケットボール、スピードスケート、相撲、バドミントンの各競技。
『教員の部』のカテゴリがあった名残で、いくつかの球技においては教員の部のチーム（教員団）を発祥とするクラブチームが多数見られる。現存するクラブとしては神奈川県教員SC（サッカー・関東リーグ2部所属）、大阪教員団（ラグビー・トップウェストC所属）など。教員団を由来とするクラブとしては、Jリーグのレノファ山口FC（←山口県教員団）、栃木SC（←栃木教員SC）、ガイナーレ鳥取（←鳥取教員団）、鹿児島ユナイテッドFC（←鹿児島教員団）、Bリーグの鹿児島レブナイズ（←鹿児島教員クラブ）、Vリーグの東京ヴェルディ（←東京教員バレーボールクラブ）などがある。
また、陸上競技ではその名残りか、2011年のおいでませ!山口国体までは、「成年男子、成年女子を問わず、教員1名を出場させなければならない。教員の出場がない場合は成年男女の全種目に出場できない」という参加要件があった。谷口浩美がかつて大学卒業後に教員を目指したものの宮崎国体直後で採用枠が狭く、受からなかった。
さらに、国体教員の部終了後、単独の全国大会として独立した競技も存在する（全国教員サッカー選手権大会・全日本教員バスケットボール選手権大会など）。

### ふるさと選手制度の導入
第59回（2004年）まで成年の部は在住あるいは勤務先都道府県からの出場となっていたが、第60回（2005年）からは「ふるさと選手制度」と呼ばれる登録制度が開始された。
これは卒業した中学校または高等学校が所在する都道府県を「ふるさと」として登録し、その「ふるさと」から出場できる制度である。以降、個人競技を中心に著名なふるさと選手の起用が増加した。なお、ふるさと選手制度の活用は1回に付き2年以上、2回までとし、一度登録した「ふるさと」は変更できないものとする。
2011年からは規定が改正され、日本国外を拠点とする選手もふるさと選手制度を活用することができるようになった。第68回（2013年）では当時アメリカを活動拠点としていた北島康介が東京の「ふるさと選手」として出場。

### プロフェッショナル競技者の参加
プロ選手の参加については、2005年に打ち出された「今後のあり方プロジェクト」に盛り込まれ、実現に向けて活動している。その結果、2005年以降一部プロ選手の参加も見られるようになった。
ただし、条件として日本プロスポーツ協会非加盟競技で企業と実質プロ契約を結んでいる選手に限られ、各競技連盟の判断に委ねられる。

### 外国籍競技者の参加
日本国籍を持たない選手については学校教育法第1条に定める学校に在籍する生徒に限り制限付きで出場可（制限は各競技連盟により定めたものとする）。2006年以降は永住権を持つ外国人にも門戸を開いた。
なお、かつては外国籍選手の参加は一切不可能であったため、国体に選抜された早稲田実業学校野球部がエースで主軸打者の王貞治（中華民国国籍）を欠いて臨まなければならなかったようなこともあった。一方、当時韓国籍であった長州力（吉田光雄）は、在学していた山口県桜ケ丘高等学校のコーチが長州（吉田）の国籍を知らないふりをして出場させたため、昭和44年長崎国体の少年男子レスリングで優勝している。

## 総合成績・表彰

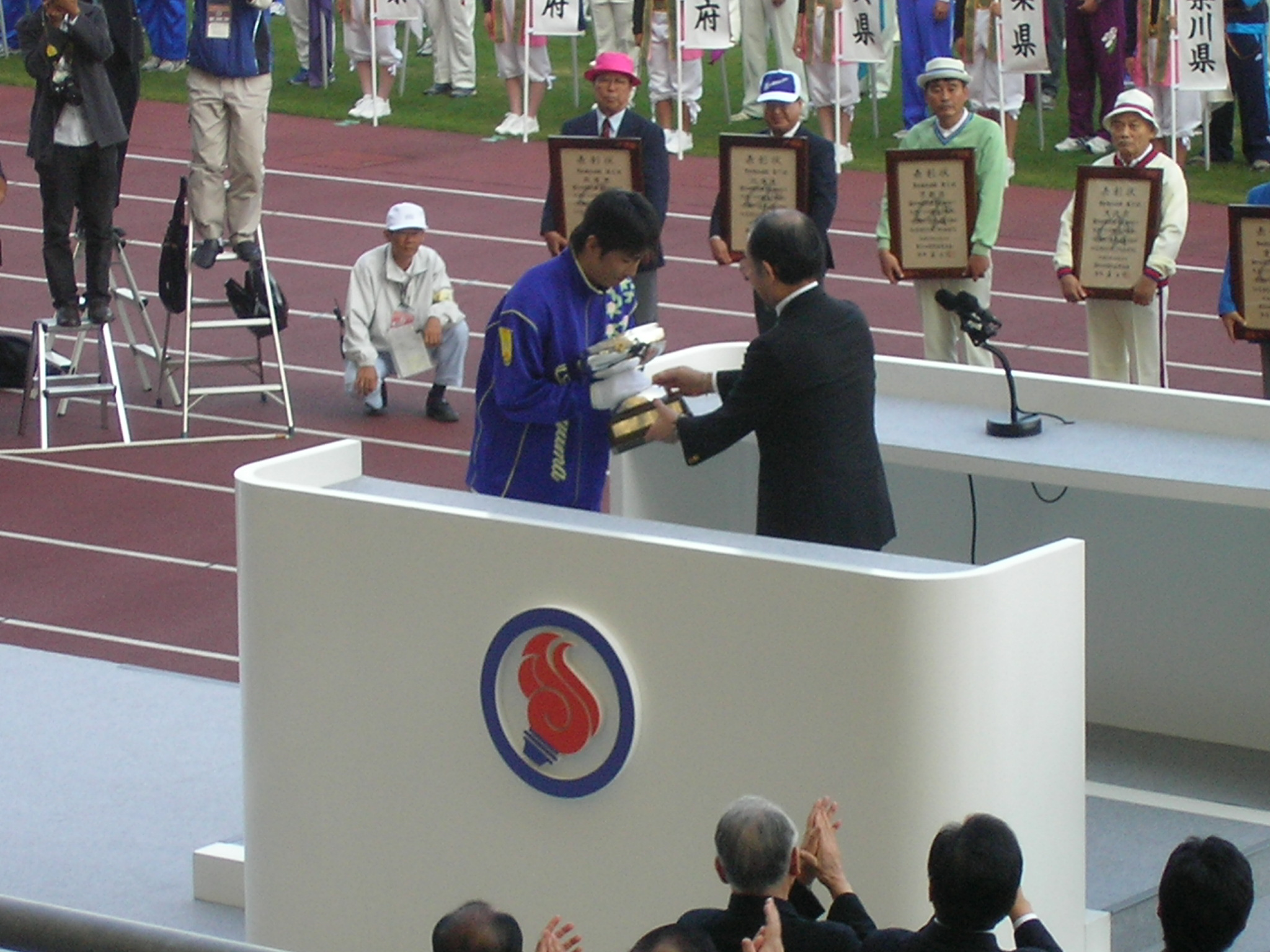
第60回大会閉会式での天皇杯授与

各種別ごとに参加得点および競技得点を与え、それらの都道府県別の合計点を争う。大会（ブロック大会を含む）に参加すると競技ごとの参加得点として10ポイントが与えられる（ブロック大会で本大会出場権を獲得しながら本大会に参加しなかった場合は与えられない。第64回大会は全40競技のため獲得できる参加得点は最大で400ポイント）。競技得点は種目ごとに入賞した場合に与えられる得点で、ポイントは各競技によって変わる。都道府県対抗という方式は、第1・2回・1973年の特別大会では未施行、第6・7・8回は冬と夏秋に分けられ、第9回では冬・水泳・夏秋に細分化されていた。
表彰として、天皇杯・皇后杯の他、各競技ごとに男女総合成績第1位に大会会長トロフィー、総合成績の上位8位までに表彰状、また種目ごと入賞者に賞状が授与される。
天皇杯・皇后杯は、1948年（昭和23年）に開催された第3回大会から設けられた。当初は真鍮銀メッキの素材であったが摩滅が進んだため、1957年（昭和32年）から銀製のものに改められた。
1964年（昭和39年）の新潟国体以降、開催都道府県の総合優勝の事例が多く、議論を呼んでいる（詳細後述）。
天皇杯・皇后杯受賞回数（都道府県別）
- 太字は開催地優勝の回。

| 都道府県名 | 皇 | 后 | 天皇杯年度 | 皇后杯年度 |
| ---------- | -- | -- | --- | --- |
| 東京都     | 21 | 27 | 1948, 1949, 1950, 1951夏秋, 1952夏秋, 1953夏秋, 1954夏秋, 1955, 1956, 1958, 1959, 1960, 1961, 1962, 1963, 2002, 2013, 2016, 2017, 2022, 2023 | 1949, 1950, 1951夏秋, 1952夏秋, 1953夏秋, 1954夏秋, 1955, 1956, 1957, 1958, 1959, 1960, 1961, 1962, 1963, 1966, 1968, 1973, 1976, 1977, 2002, 2013, 2014, 2015, 2016, 2017, 2022, 2023 |
| 北海道     | 5  | 5  | 1951冬, 1952冬, 1953冬, 1954冬, 1989 | 1951冬, 1952冬, 1953冬, 1954冬, 1989 |
| 奈良県     | 2  | 2  | 1954水泳, 1984 | 1954水泳, 1984 |
| 埼玉県     | 2  | 2  | 1967, 2004 | 1967, 2004 |
| 新潟県     | 2  | 2  | 1964, 2009 | 1964, 2009 |
| 岐阜県     | 2  | 2  | 1965, 2012 | 1965, 2012 |
| 茨城県     | 2  | 2  | 1974, 2019 | 1974, 2019 |
| 静岡県     | 2  | 1  | 1957, 2003 | 2003 |
| 大分県     | 2  | 1  | 1966, 2008 | 2008 |
| 千葉県     | 2  | 1  | 1973, 2010 | 2010 |
| 長崎県     | 2  | 1  | 1969, 2014 | 1969 |
| 福井県     | 2  | 1  | 1968, 2018 | 2018 |
| 和歌山県   | 2  | 0  | 1971, 2015 | |
| 大阪府     | 1  | 3  | 1997 | 1970, 1971, 1997 |
| 京都府     | 1  | 2  | 1948, 1988 | 1988 |
| 鹿児島県   | 1  | 1  | 1972 | 1972 |
| 三重県     | 1  | 1  | 1975 | 1975 |
| 長野県     | 1  | 1  | 1978 | 1978 |
| 宮崎県     | 1  | 1  | 1979 | 1979 |
| 栃木県     | 1  | 1  | 1980 | 1980 |
| 滋賀県     | 1  | 1  | 1981 | 1981 |
| 島根県     | 1  | 1  | 1982 | 1982 |
| 群馬県     | 1  | 1  | 1983 | 1983 |
| 鳥取県     | 1  | 1  | 1985 | 1985 |
| 山梨県     | 1  | 1  | 1986 | 1986 |
| 沖縄県     | 1  | 1  | 1987 | 1987 |
| 福岡県     | 1  | 1  | 1990 | 1990 |
| 石川県     | 1  | 1  | 1991 | 1991 |
| 山形県     | 1  | 1  | 1992 | 1992 |
| 香川県     | 1  | 1  | 1993 | 1993 |
| 愛知県     | 1  | 1  | 1994 | 1994 |
| 福島県     | 1  | 1  | 1995 | 1995 |
| 広島県     | 1  | 1  | 1996 | 1996 |
| 神奈川県   | 1  | 1  | 1998 | 1998 |
| 熊本県     | 1  | 1  | 1999 | 1999 |
| 富山県     | 1  | 1  | 2000 | 2000 |
| 宮城県     | 1  | 1  | 2001 | 2001 |
| 岡山県     | 1  | 1  | 2005 | 2005 |
| 兵庫県     | 1  | 1  | 2006 | 2006 |
| 秋田県     | 1  | 1  | 2007 | 2007 |
| 山口県     | 1  | 1  | 2011 | 2011 |
| 岩手県     | 1  | 0  | 1970 | |
| 佐賀県     | 1  | 0  | 1976 | |
| 青森県     | 1  | 0  | 1977 | |
| 徳島県     | 0  | 0  | | |
| 愛媛県     | 0  | 0  | | |
| 高知県     | 0  | 0  | | |

## 記念発行物

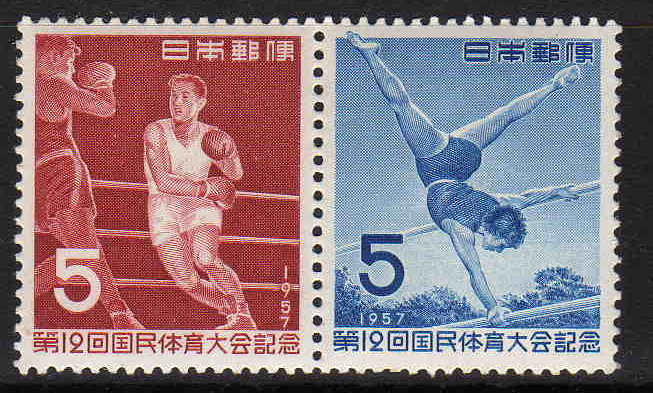
第12回国体記念切手（1957年）

第1回を除き国体開催を記念した記念切手が概ね秋季国体の時期に発行されている。第2 - 5回までが4種類（第3回のみ冬季も含め5種類）、第6 - 21回までが2種類、第22回以降は1種類の発行である。他の記念切手が封書（定型25g以下）の料金であるのに対し、国体切手は葉書の料金であるのが特徴であった。また複数発行されていた時代には各種競技が凹版印刷で描かれていたが、1種だけ発行されるようになってからはグラビア多色刷りとなり競技と共に開催県の文物が描かれていた。なお第44 - 46回、57回以降は「ふるさと切手」として国体切手は発行される
そのほか、国体開催を記念して該当する地域の鉄道会社が記念乗車券・入場券を発売することがある。

## マスコットキャラクター

第68回大会（スポーツ祭東京2013）のマスコットキャラクター「ゆりーと」のモニュメント

大会にはPRの一翼を担うマスコットキャラクターが存在するが、これが初めて登場したのは第30回（1975年）の三重国体でお披露目されたカモシカをデザインしたキャラクターである。なお登場当初はペットマークと呼ばれていたが、第38回（1983年）のあかぎ国体に初めて名前の付いたキャラクター「ぐんまちゃん（馬をデザイン）」が登場し、以後このスタイルが今日まで受け継がれている（なお第31･32･35･36･37回の国体にはキャラクター自体が設定されていない）。マスコットキャラクターが登場した背景には1980年代に盛んに開催された地方博覧会のPRにマスコットキャラクターが使用されていたことが影響している。
近年はいわゆる「ゆるキャラ」ブームの影響もあって、大会終了後も県の公式マスコットあるいはそれに準ずるマスコットとして継続使用されたり、国体以前から存在する県のマスコットキャラクターが国体のマスコットに起用される例が多い。

## 式典音楽
開閉会式において使用される式典音楽は大会毎に製作され、炬火や入場行進などの場面でそれぞれの楽曲が演奏される。
これらとは別に大会毎にイメージソングも作られており、地元ゆかりの歌手が歌うことが多い。

## テレビでの放送
NHK Eテレで主に開催期間中の15 – 16時台を中心に毎日注目競技を1-2種目取り上げて中継する。なお総合開会式についてはNHK総合テレビジョンで放映される（2013年の「スポーツ祭東京2013」は開会式が夕方に行われるため、それについてもEテレで放送された、また同時期に日本女子オープンが重なる場合があり、Eテレで放送される場合がある）。ただし時期によってはNコン全国コンクールの関係から後日録画中継されることもある。
基本フォーマットとしては、開会式以外の競技開催日は、現地の放送局スタジオ（ニューススタジオやオープンスタジオ）に特設の会場を設え、現地放送局のアナウンサー（男女2名であったり、どちらか1名であったりする。女性の場合は契約職員も含む）がスタジオでの解説・進行を担当し、その日放送される主要競技の概要解説や注目選手・開催自治体の紹介→競技会場からの中継→再び特設会場からそれ以外の主要競技結果紹介・トピックスという流れで、全国高等学校総合体育大会（インターハイ）前半戦の中継とほぼ同じである。2013年は競技会場からのみの中継となりスタジオ部分の進行や中継当日に行われた他の競技の結果紹介は行われなくなった。
なお、冬季大会については特に全国向けの中継は行っていない。
地元民放では主にハイライト番組がローカル放送される場合もある。
また、2019年よりJSPOと時事通信が共同で国体チャンネルを設置。全競技（一部NHK放送種目除く）を配信。

## 開催競技

### 正式競技・特別競技
毎年実施競技
■は特別競技。開始年は正式競技として。
| 競技                 | 競技                         | 競技 | 開始年 | 種別           | 備考                                                                                       |
| -------------------- | ---------------------------- | ---- | ------ | -------------- | ------------------------------------------------------------------------------------------ |
| スキー               | ジャイアントスラローム       |      | 1948   | 全種別         | 第5回までは日本選手権兼。                                                                  |
| スキー               | スペシャルジャンプ           |      | 1948   | 男子           | 第5回までは日本選手権兼。                                                                  |
| スキー               | クロスカントリー             |      | 1948   | 全種別         | 第5回までは日本選手権兼。女子は第7回より。                                                 |
| スキー               | コンバインド                 |      | 1948   | 全種別         | 第5回までは日本選手権兼。                                                                  |
| スケート             | スピード                     |      | 1947   | 全種別         |                                                                                            |
| スケート             | ショートトラック             |      | 2001   | 全種別         |                                                                                            |
| スケート             | フィギュア                   |      | 1947   | 全種別         | 第1回のみ日本選手権兼。                                                                    |
| アイスホッケー       | アイスホッケー               |      | 1947   | 男子           | 第35回まではスケート競技の一部門。                                                         |
| 水泳                 | 競泳                         |      | 1946   | 全種別         | 第1回のみ日本選手権兼。オープンウォータースイミングは第71回より追加。                      |
| 水泳                 | 飛込競技                     |      |        | 全種別         |                                                                                            |
| 水泳                 | アーティスティックスイミング |      |        | 少年女子       |                                                                                            |
| 水泳                 | 水球                         |      |        | 少年男子・女子 | 女子は第74回から                                                                           |
| 陸上競技             | 陸上競技                     |      | 1946   | 全種別         | 第1回のみ日本選手権兼。                                                                    |
| サッカー             | サッカー                     |      | 1946   | 全種別         | 女子は第52回（第60回までは成年女子）より。                                                 |
| テニス               | テニス                       |      | 1946   | 全種別         |                                                                                            |
| ボート               | ボート                       |      | 1946   | 全種別         |                                                                                            |
| ホッケー             | ホッケー                     |      | 1946   | 全種別         | 第2回のみ日本選手権兼。                                                                    |
| ボクシング           | ボクシング                   |      | 1946   | 全種別         | 女子は第71回より追加。                                                                     |
| バレーボール         | バレーボール                 |      | 1946   | 全種別         | 第15回までは9人制のみで第1回のみ日本選手権兼。第16回と第31回から第65回までは6人制と9人制。 |
| 体操競技             | 体操競技                     |      | 1946   | 全種別         | 第2回のみ日本選手権兼。                                                                    |
| 体操競技             | 新体操                       |      | 1949   | 少年女子       | 第63回までは少年男子も実施。                                                               |
| バスケットボール     | バスケットボール             |      | 1946   | 全種別         |                                                                                            |
| レスリング           | レスリング                   |      | 1946   | 全種別         | 女子は第71回より追加。                                                                     |
| セーリング           | セーリング                   |      | 1946   | 全種別         | 第54回まではヨット競技。                                                                   |
| ウエイトリフティング | ウエイトリフティング         |      | 1946   | 全種別         | 第7回までは日本選手権兼。女子は第71回より追加。                                            |
| ハンドボール         | ハンドボール                 |      | 1946   | 全種別         |                                                                                            |
| 自転車競技           | ロードレース                 |      | 1946   | 男子           | 第3回までは日本選手権兼。                                                                  |
| 自転車競技           | トラックレース               |      | 1946   | 全種別         | 女子は第71回より追加。                                                                     |
| ソフトテニス         | ソフトテニス                 |      | 1946   | 全種別         | 第1回のみ日本選手権兼。                                                                    |
| 卓球                 | 卓球                         |      | 1946   | 全種別         | 第1回のみ日本選手権兼。第29回までは軟式も。                                                |
| 相撲                 | 相撲                         |      | 1946   | 男子           |                                                                                            |
| 馬術                 | 馬術                         |      | 1946   | 全種別         | 少年は男女混合。                                                                           |
| フェンシング         | フェンシング                 |      | 1949   | 全種別         | エペは成年男子、サーブルは成年女子のみ。                                                   |
| 柔道                 | 柔道                         |      | 1950   | 全種別         | 女子は第46回より。                                                                         |
| ソフトボール         | ソフトボール                 |      | 1950   | 全種別         | 第1回と第4回は公開競技。男子は第12回より。                                                 |
| バドミントン         | バドミントン                 |      | 1949   | 全種別         |                                                                                            |
| 弓道                 | 弓道                         |      | 1949   | 全種別         |                                                                                            |
| ライフル射撃         | ライフル射撃                 |      | 1951   | 全種別         | CPは成年男子のみ。                                                                         |
| 剣道                 | 剣道                         |      | 1953   | 全種別         |                                                                                            |
| ラグビーフットボール | ラグビーフットボール         |      | 1946   | 全種別         | 第68回より7人制。女子は第71回より追加。                                                    |
| 山岳                 | 山岳                         |      | 1980   | 全種別         | 第2回から第34回までは公開競技。                                                            |
| カヌー               | スプリント                   |      | 1977   | 全種別         |                                                                                            |
| カヌー               | スラローム                   |      |        | 成年男女       |                                                                                            |
| カヌー               | ワイルドウォーター           |      |        | 成年男女       |                                                                                            |
| アーチェリー         | アーチェリー                 |      | 1980   | 全種別         |                                                                                            |
| 空手道               | 空手道                       |      | 1979   | 全種別         |                                                                                            |
| クレー射撃           | クレー射撃                   |      | 1951   |                | 第27回から第31回まで除外。                                                                 |
| ボウリング           | ボウリング                   |      | 1987   | 全種別         |                                                                                            |
| ゴルフ               | ゴルフ                       |      | 1999   | 全種別         |                                                                                            |
| 高等学校野球         | 高等学校野球                 |      | -      | 男子           | 第8回より軟式も実施。第69回までは公開競技。第70回より特別競技。                            |

隔年実施競技
■は隔年実施競技A（西暦の奇数年）、■は隔年実施競技B（西暦の偶数年）。隔年実施競技についてはAとBを隔年で実施し、実施しない方については開催地選択競技として1競技選択する。
| 競技           | 競技           | 競技 | 開始年 | 種別     | 備考                                   |
| -------------- | -------------- | ---- | ------ | -------- | -------------------------------------- |
| 軟式野球       | 軟式野球       |      | 1946   | 成年男子 | 第70回より隔年。                       |
| 銃剣道         | 銃剣道         |      | 1980   | 男子     | 第70回より隔年。                       |
| なぎなた       | なぎなた       |      | 1982   | 女子     | 第70回より隔年。                       |
| トライアスロン | トライアスロン |      | 2015   | 成年男女 | 第69回までは公開競技。第70回より隔年。 |

なお、第82回 - 第85回は馬術（西暦の奇数年）となぎなた（西暦の偶数年）が隔年開催となる予定である。
追加予定の競技
| 競技               | 競技               | 競技 | 開始年   | 種別     | 備考                 |
| ------------------ | ------------------ | ---- | -------- | -------- | -------------------- |
| ビーチバレーボール | ビーチバレーボール |      | 2019[34] | 成年男女 | 第52回より公開競技。 |
過去に実施された競技
- アメリカンフットボール（第1回）
- タッチフットボール（第2回）
- 実業団野球（第1 - 3回）
- 撓競技

### 公開競技
| 競技               | 競技         | 競技 | 種別 | 備考 |
| ------------------ | ------------ | ---- | ---- | ---- |
| スキー             | モーグル     |      |      |      |
| スキー             | スノーボード |      |      |      |
| バイアスロン       |              |      |      |      |
| 綱引               |              |      |      |      |
| ゲートボール       |              |      |      |      |
| パワーリフティング |              |      |      |      |
| グラウンド・ゴルフ |              |      |      |      |

### デモンストレーションスポーツ
デモンストレーションスポーツはおよそ20前後の種目が実施される。各地域の特性を生かした競技などが採用される傾向にある。
- インディアカ
- オリエンテーリング
- エアロビックスーパーセッション
- レクリエーションダンス
- ヒューストン安全吹矢
- レクリエーション卓球
- ハンググライダー・パラグライダー
- エスキーテニス
- ソフトバレーボール
- ターゲット・バードゴルフ
- スポーツチャンバラ
- ウォーキング
- フットサル
- シーカヤック
- ゲートボール
- 武術太極拳
- グラウンドゴルフ
- 綱引
- ミニソフトボール
- ミニテニス
- フォークダンス
- デュアスロン
- ゲートボール
- キンボール
- ティーボール
- ミニバレー
- ケイマンゴルフ
- マレットゴルフ
- カローリング
- ドッヂビー
- タスポニー
- サイクリング
- ウエイクボード
- ペタンク
- ビリヤード
- スケートボード
- ローラースポーツ
- バウンドテニス
- パドルテニス
- ビーチフットボール
- ビーチボール
- サーフィン
- シニアソフトボール
- ネオテニス
- パワーリフティング
- ダーツ
- ティーボール
- BMX
- トランポビクス
- 躰道
- スポレック
- フロアボール
- ラジオ体操
- リズム体操
- 3B体操
- トライアスロン
- ビーチバレー
- 10km・5kmマラソン（ジョギング）
- 防具付空手道
- eスポーツ

少年少女スポーツ
- ドッジボール
- 軟式野球
- サッカー
- ハンドボール

障害者スポーツ
- ブラインドサッカー
- 電動車椅子サッカー
- 障害者ソフトボール
- 障害者ゴルフ

冬季
- スノーボード
- フリースタイルスキー
- カーリング

### 今後について
非採用種目のうちオリンピック競技に採用されている種目追加の議論が行われている。柔道は第46回（1991年）より、サッカーは第52回（1997年）より女子が追加されている。その後、2020年東京オリンピック開催決定を機に、水球、ボクシング、レスリング、ウエイトリフティング、自転車競技、ラグビーの女子、ビーチバレー、オープンウォータースイミング、トランポリン、トライアスロンの男女を段階的に導入する。
また、少年の部については高校1年・中学3年の年代出場機会を与えるとともに高校2・3年の過密日程緩和を目的に上限を引き下げる動きも見られる。サッカーが第61回（2006年）より16歳以下としており、バスケットボールも第74回（2019年）より移行が決まった。一方で体操、競泳、卓球などで中学2年以下の参加を希望する声もあり、2023年目処に検討する。

## リハーサル大会
各国体種目の競技連盟では「リハーサル大会」と題して、開催前までにその会場で大会が行われる。競技によっては国体地域予選となるものや、国体と同じ形式で行われるもの、さらに日本選手権をリハーサル大会に位置づける場合など様々である。中には複数の大会をリハーサルとする場合も存在する（一例としてハンドボールののじぎく兵庫国体リハーサル大会）。
リハーサル大会として行われるものには主に以下が存在する。
- 全日本総合女子ソフトボール選手権大会
- 全日本ボクシング選手権大会
- 全日本フェンシング選手権大会
- 全日本セーリング選手権大会
- リード・ジャパンカップ
- ジャパンオープンハンドボールトーナメント
- 全日本都市対抗テニス大会
- 都道府県対抗なぎなた大会
- 全日本勤労者弓道選手権大会
- 全日本実業団ソフトテニス選手権大会
- 全日本教員バスケットボール選手権大会
- 全国教職員相撲選手権大会
- 全日本社会人ライフル射撃競技選手権大会
- 全国センター・ファイア・ピストル射撃競技大会
- 全日本社会人ホッケー選手権大会
- 全日本卓球選手権大会（団体の部）
- 全国社会人サッカー選手権大会
- 全国都道府県対抗ボウリング選手権大会
- 全日本社会人ウエイトリフティング選手権大会
- 全国都道府県対抗自転車競技大会
- 全国教員柔道大会

## 批判と問題

### 開催都道府県の勝利至上主義
1964年の新潟国体以降、開催都道府県が総合優勝杯である天皇杯・皇后杯を獲得することがほぼ常態化している。これは開催県の代表が予選結果に関係なく全種目に出場できるいわゆる「フルエントリー制」の存在や、開催県が選手強化や大会運営、会場とする施設の新設に資金を注ぎ込んでいることもある。選手強化に当たっては、開催都道府県が地元以外の有力選手を県職員や学校教員、教育委員会職員として積極採用する（このことが、アマチュア選手にとっても「渡りに船」である）という状況が指摘されていることもある。
これが顕著に表れた例として、2011年のおいでませ!山口国体の開催県である山口県の事例がある。当時の副知事・西村亘はパーティーの席上で「旗振り（審判の主観で優劣が決する）競技は開催県に有利にしてもらう」「やしをしてでも1位をとる」と発言し、これが批判された際の釈明の場においても「開催県が有利な傾向にあるという趣旨。『違反してでも』という意味ではない」と述べている。
このような慣例に対して、2002年のよさこい高知国体では橋本大二郎高知県知事（当時）がこうした慣例を廃した結果、開催県の高知県は10位にとどまり、男女ともに東京都が優勝した。しかし、このような事例は過去にこの回と2016年の希望郷いわて国体（この時は東日本大震災の復興を優先させたため、国体に向けた強化費を縮小したためであると言われている）、2017年の愛顔（えがお）つなぐえひめ国体、2022年のいちご一会とちぎ国体の4回しかない。
日本労働組合総連合会は、「フルエントリー制」などの勝利至上主義で開催地自治体に過大な負担を強いるとして廃止を主張している。

### 「ジプシー選手」の存在
前述の開催地都道府県の強化策に絡んで、国体においては開催地が変わる度に所属の都道府県競技連盟および代表県を現地に移して出場する選手が存在していた。代表選手たるにはその都道府県に住民登録し、かつ生活していなければならないため、“ジプシー選手”と蔑称される。1968年の第23回国民体育大会では群馬県代表のアイスホッケー選手3人が居住地の問題からチーム自体が失格となった例、1978年の第33回国民体育大会では直前に千葉県のスキー選手14人が東京都や川崎市で生活していたことが明らかになり失格になるなど、数多くの問題が生じてきた。
元陸上競技選手の苅部俊二は2000年の時点でその存在を指摘していたものの、これまでは日本体育協会も問題とすることはなかった。しかし、2010年のゆめ半島千葉国体において、山口県の関係者から日本体育協会に「千葉国体の山口県選手団の中に、（同県内に）生活実態がない選手がいる」との告発を受け、弁護士7人による「国体の参加資格に関する第三者委員会」を設置したことで問題が顕在化することになる。
山口県体育協会会長でもある二井関成山口県知事は「これまでの国体と同じように、ほかの開催県や先催県の事例、中央競技団体の意見などを参考にしながら選手の確保に務めてきた。慣例的なルールの中で選手を獲得してきた」との見解を示したが、第三者委員会は山口県内に住民票を置きながら、活動拠点が山口県外で居住実態がないと指摘された72選手について、陸上・水泳など7競技35選手を参加資格違反と判断し、選手本人が代表選考に関与できなかったことから個人的な過失はないとして罰則は見送る一方で、派遣した山口県体育協会を厳重注意、7競技団体を注意処分とした上で、山口県の総合成績からは当該選手が獲得した点数を減点すべきとする答申をまとめた。
この第三者委員会からの答申では、今後の選手の居住資格に関して「原則として対象期間（開催年の4月30日から本大会終了時）の半数を超える居住実態があること」などと初めて日数の基準を示している。その一方で、提言として、参加資格そのものについても「合宿や遠征が多く、都道府県に居住や勤務の実態をつくるのが困難なトップアスリートの参加促進という点では不十分。（「居住地」「勤務地」「ふるさと」以外にも、トップ選手を）招聘し易い資格拡大も効果的」とも指摘している。
結局2011年2月24日、日本体育協会は従来あいまいだった参加資格の基準を、居住や勤務実態で明確化することに決めた。第三者委員会の答申を承認したもので、この基準は2011年秋の国体から適用された。

### 大会規模の肥大化
近年の国体は各競技団体が開催を希望した結果、開催競技が増加傾向にあり、開催自治体および地域協会の負担増が問題となっている。前述の黒潮国体からはサッカー競技を秋季から夏季に移行し、陸上競技を秋季大会開会式前に行って日程を10日間ほどに延長した。第63回（2008年）は夏季大会と秋季大会を統合して一大会として開催し、過去の開催都道府県から備品提供を受け再使用するなどの工夫も図った。
これを受け、日本体育協会のプロジェクトチームは実施競技見直しを始め、同一年に実施する正式競技を冬季3競技を含めた現行の40競技とし、参加を希望した51競技（現行40競技含む）を45項目の評価ポイントでランク付けした。
- 五輪競技は300点と重視し、相撲など伝統競技のほか、国内外の普及状況やジュニア強化体制も判断基準とし、公開競技のトライアスロンを含むランク上位の41競技を正式競技で採用する方針を打ち出した。これを、「毎年実施」「隔年実施」「開催地選択」の3区分に分け、ランク下位の4競技が「隔年実施」で毎年2競技ずつの実施に移行する。ただし実施年から外れた2競技のうち1競技は「開催地選択」となる。
- 以上の結果、「隔年実施」と判定されたのは軟式野球、なぎなた、銃剣道、トライアスロンの4競技。2013年の東京大会から実行される。

大会を開催するための事業費は、2015年の和歌山県が約303億円、2012年の岐阜県が約136億円など振れ幅が大きいが、2013年から2017年にかけた平均的な事業費は200億円前半となっている。消防や耐震性の基準が強化される傾向の中で、老朽化した既存の施設を使い回すことにも限度があり、施設の新設を余儀なくされるケースもあるが、一方で国体を県威を示す場として捉えて施設を更新する例も見受けられる。
2023年11月、全国知事会は開催県の負担の大きさや財政負担の大きさ、スポーツ施設の充実などの観点から国民体育大会の必要性が薄れており、行政のスリム化の一環として見直しを検討すると発表した。
2024年4月、宮城県知事で全国知事会会長でもある村井嘉浩は同月8日の定例会見において、有力選手が本大会の出場を回避したり、開催費や遠征費で各都道府県が多大な出費を余儀なくされている現状を踏まえ、「継続する必要があるのかの検討を始める。廃止もひとつの考え」と述べた。これを受けて、三重県や宮崎県などの知事は村井の発言に理解を示す一方、栃木県や佐賀県などの知事は本大会の廃止に反対しているほか、文部科学大臣の盛山正仁や内閣官房長官の林芳正は「持続可能な大会になるよう検討すべき」と述べており、各都道府県や日本政府の間で賛否が分かれている。

## その他
- 企業の従業員や社員が国体に選手、コーチ、監督、審判員、役員など関係者として出場する場合、企業によってはその社員や従業員に対して出場の為の特別休暇を出す事がある。
- 団体競技の場合、都道府県ごとで選抜チームを結成する場合と、その都道府県における強豪チームをそのまま代表として派遣される場合がある。それは各都道府県競技連盟に委ねられる。
- 一方で、主に地元で開催される国体へ向けてチームを結成し、リハーサル大会やその他選手権大会に出場させた上、国体終了後もチームを継続する場合もある。主な例としてBリーグに所属する富山グラウジーズは元々2000年とやま国体へ向けて結成されたチームで、国体優勝を機にクラブチームとして活動継続に至ったものである。
- 韓国には大韓民国全国体育大会、中国には中華人民共和国全国運動会と言う国体と同様の競技大会がある。